# Todně
Todně (německy Todnie, Toden (1382)) je malá vesnice na Doudlebsku, část města Trhové Sviny v okrese České Budějovice v Jihočeském kraji. Nachází se asi 5,5 kilometru západně od Trhových Svinů. Todně je také název katastrálního území o rozloze 4,59 km².

## Historie
První písemná zmínka o vesnici pochází z roku 1186.

## Obyvatelstvo
| Rok            | 1869 | 1880 | 1890 | 1900 | 1910 | 1921 | 1930 | 1950 | 1961 | 1970 | 1980 | 1991 | 2001 | 2011 | 2021 |
| -------------- | ---- | ---- | ---- | ---- | ---- | ---- | ---- | ---- | ---- | ---- | ---- | ---- | ---- | ---- | ---- |
| Počet obyvatel | 251  | 233  | 222  | 194  | 176  | 170  | 165  | 97   | 106  | 100  | 95   | 88   | 96   | 95   | 113  |
| Počet domů     | 39   | 39   | 40   | 37   | 36   | 35   | 39   | 38   | 38   | 25   | 29   | 32   | 35   | 38   | 42   |

## Obecní správa
Při sčítání lidu v letech 1850–1867 Todně byla osadou obce Komařice v okrese Budějovice. V letech 1867–1960 byla samostatnou obcí, se kterým patřila nejprve do okresu České Budějovice (v letech 1850–1910 Budějovice), ale v roce 1950 v okrese Trhové Sviny a od roku 1960 v okrese České Budějovice. Od 12. června 1960 do 30. června 1980 byla částí obce Něchov v okrese České Budějovice. Od 1. července 1980 je částí města Trhové Sviny v okrese České Budějovice.

## Galerie

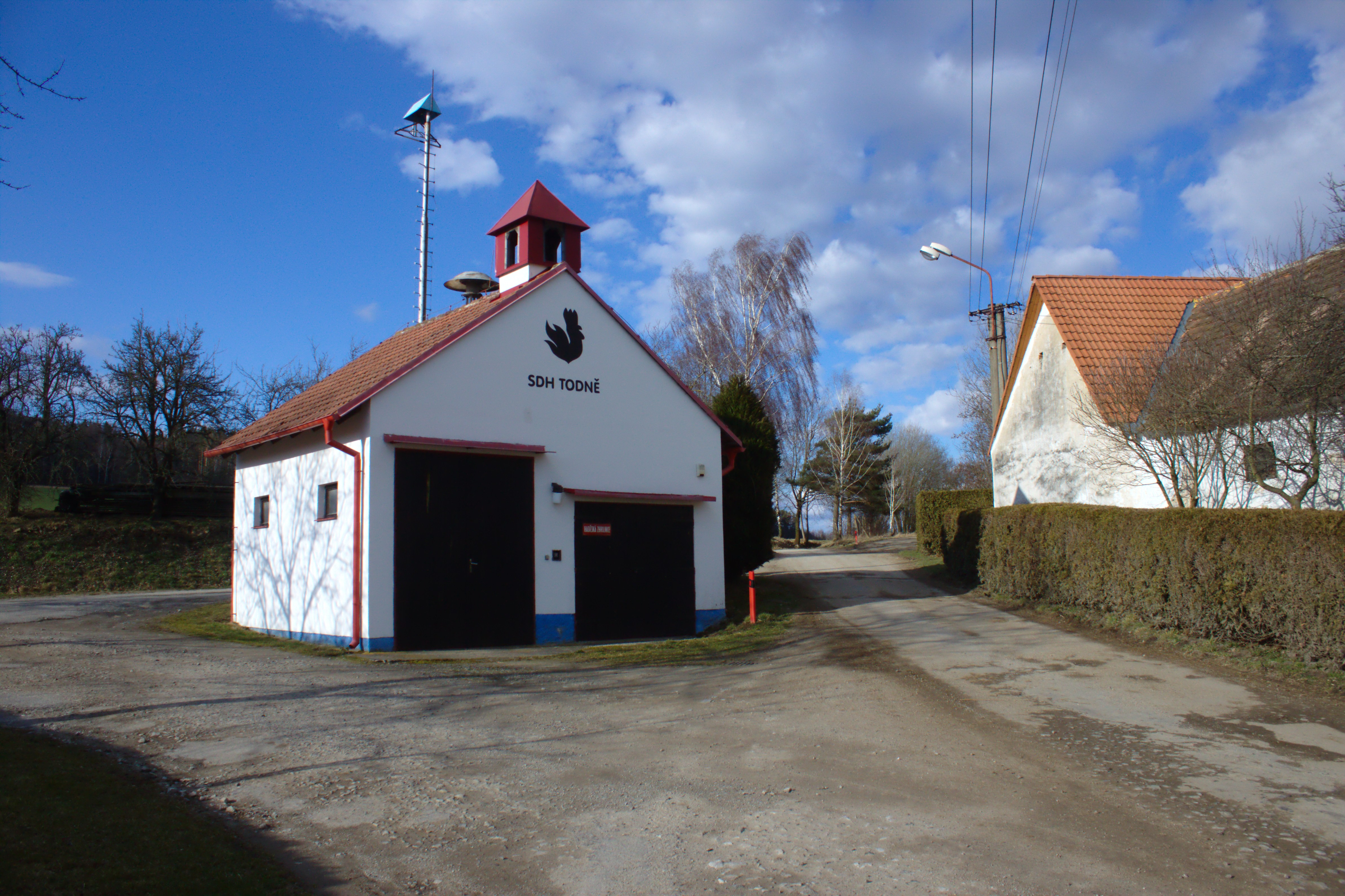
Hasičská zbrojnice
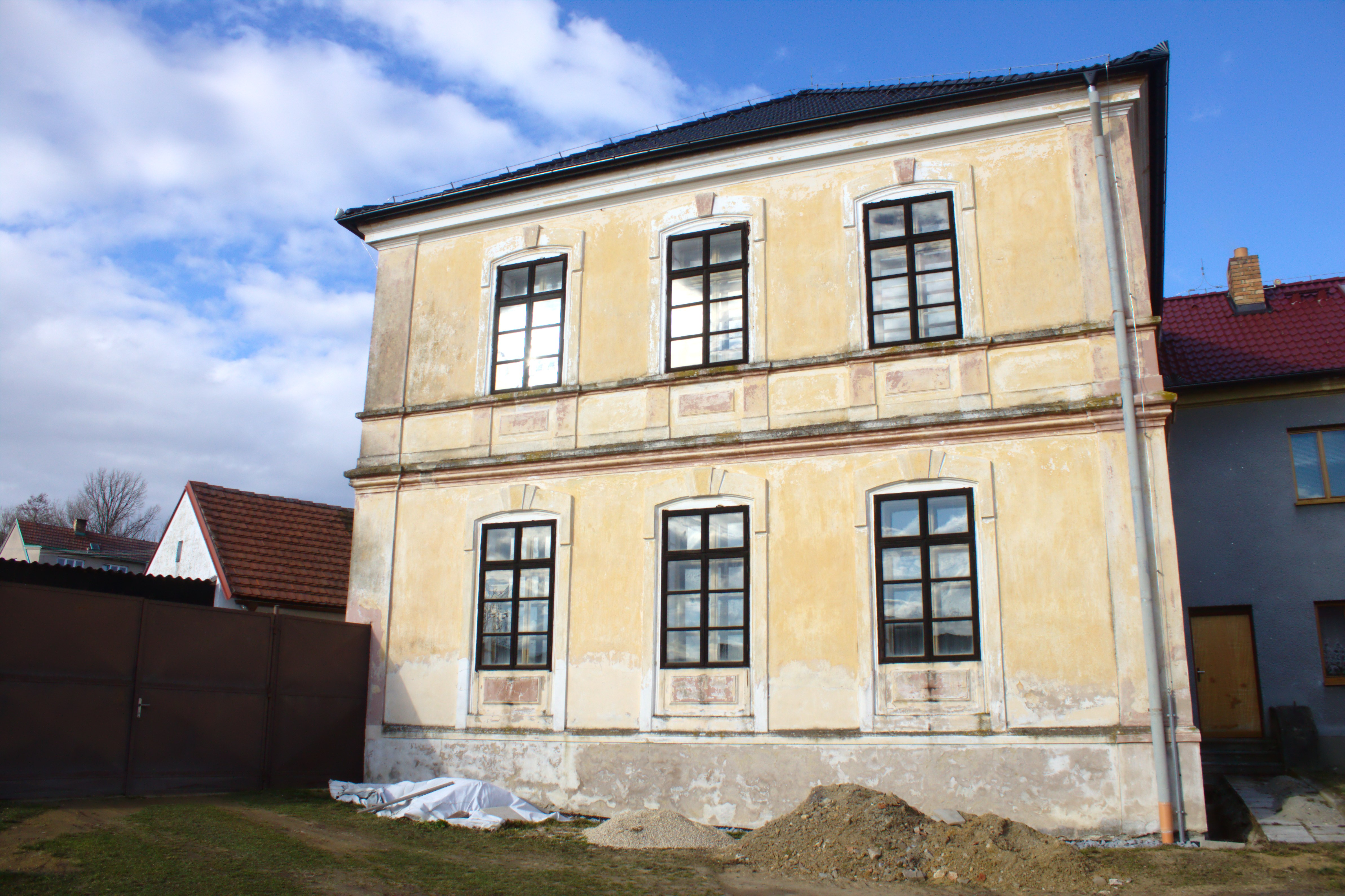
Bývalá škola
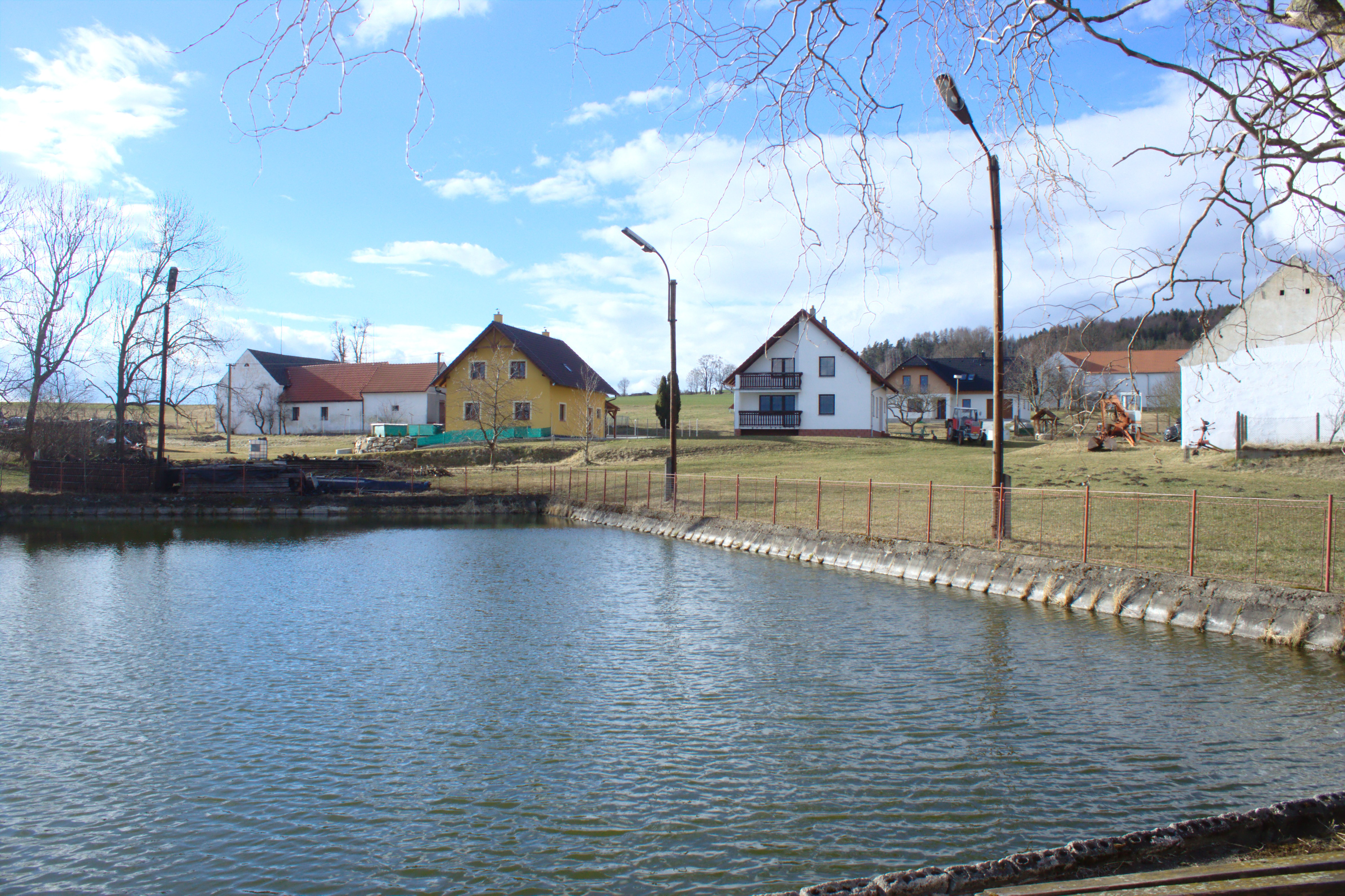
Rybník